# Kasr Hadla
Kasr Hadla – wieś w Syrii, w muhafazie Aleppo. W 2004 roku liczyła 1863 mieszkańców.